# Mont-Saint-Aignan
Mont-Saint-Aignan é uma comuna francesa na região administrativa da Normandia, no departamento Seine-Maritime. Estende-se por uma área de 7,94 km².